# Kurt Georg Kiesinger
Kurt Georg Kiesinger (Ebingen, Württembergi Királyság, 1904. április 6. – Tübingen, 1988. március 9.) német politikus, 1966 és 1969 között Németország kancellárja. Kancellári tisztségét megelőzően 1958 és 1966 között Baden-Württemberg tartomány miniszterelnöke volt. Mivel korábban tagja volt a Nemzetiszocialista Német Munkáspártnak (NSDAP), ezért politikai szerepe vitatott.

## Élete
1926 és 1931 között a berlini Frigyes Vilmos Egyetemen tanult jogtudományt. 1933. február végén csatlakozott a Nemzetiszocialista Német Munkáspárthoz, amelynek tagja is maradt 1945-ig. 1940-től a birodalmi külügyminisztériumban dolgozott.
1949 és 1959 között, majd 1969-től 1980-ig Kiesinger a német Bundestag tagja volt.
1967 és 1971 között a CDU szövetségi elnöke volt.

## Családja
Kiesinger 1932. december 24-én feleségül vette Marie-Luise Schneidert (1908–1990). A házasságból két gyermek született, Viola (* 1940) és Peter (* 1942).

## Publikációk (válogatás)
- Schwäbische Kindheit. Tübingen 1964.
- Ideen vom Ganzen. Reden und Betrachtungen. Tübingen 1964.
- Stationen 1949-1969, Wunderlich Verlag, Tübingen 1969.
- Die grosse Koalition: 1966–1969 – Reden u. Erklärungen des Bundeskanzlers. Hrsg. von Dieter Oberndörfer, Deutsche Verlags-Anstalt, Stuttgart 1979, ISBN 3-421-01896-0
- Die Stellung des Parlamentariers in unserer Zeit. Stuttgart 1981.
- Der Kampf im Bundestag um den Südweststaat. In: Max Gögler (Hrsg.): Das Land Württemberg-Hohenzollern 1945-1952. Darstellungen und Erinnerungen, Thorbecke, Sigmaringen 1982, S. 404–424, ISBN 3-7995-4045-8.
- Die geistigen Grundlagen der wirtschaftlichen Entwicklung Württembergs. In: Zeitschrift für württembergische Landesgeschichte, Jg. 45 (1986), S. 285–318.
- Dunkle und helle Jahre: Erinnerungen 1904–1958. DVA, Stuttgart 1989, ISBN 3-421-06492-X.